# Small-outline integrated circuit

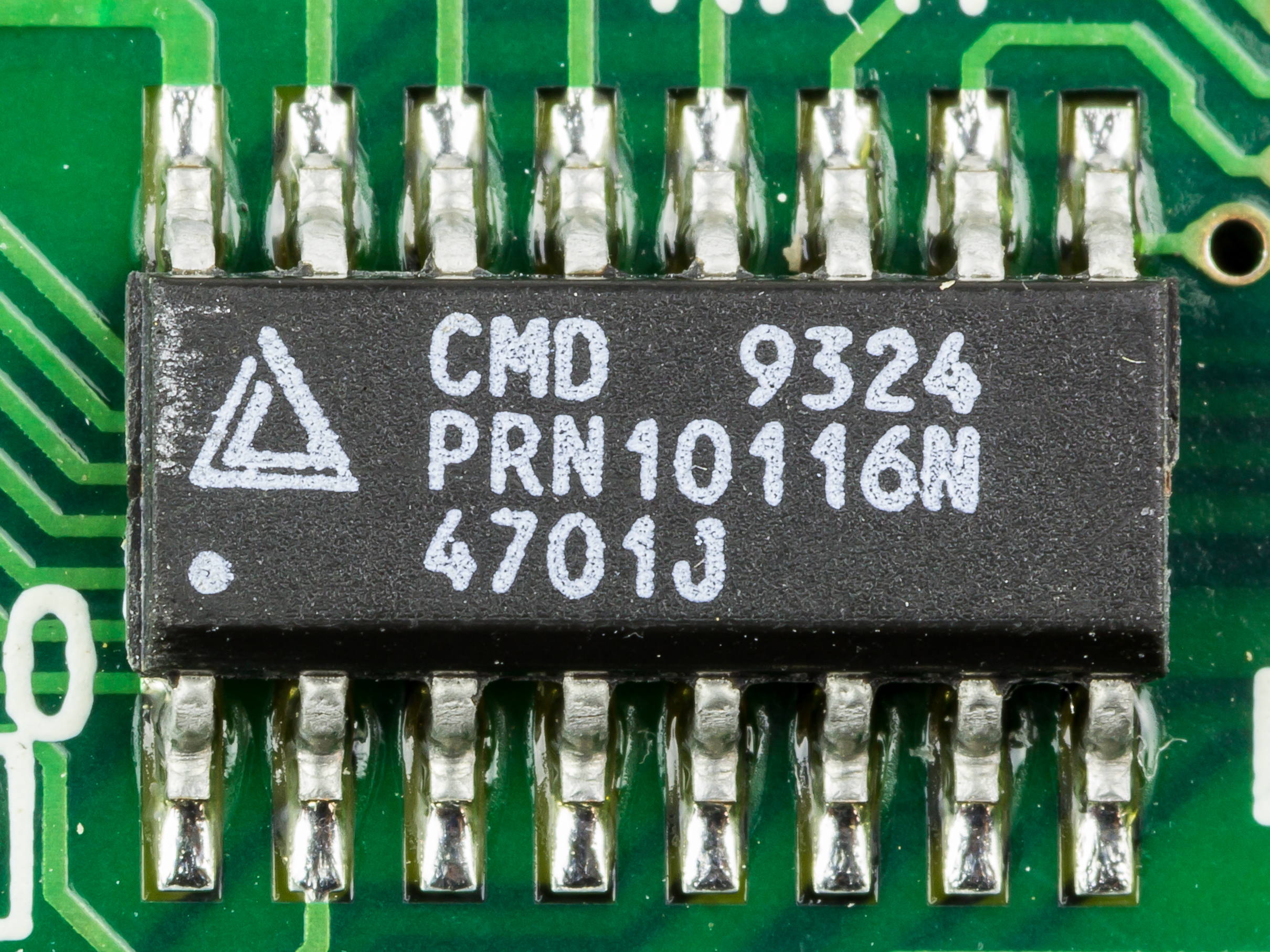
SOIC-16

Small-outline integrated circuit (SOIC) är en ytmonterad integrerad krets (IC) kapsling som använder en yta som är ungefär 30 – 50% mindre än motsvarande dual in-line package (DIP), med en typisk tjocklek som är cirka 70% mindre.